# 稗牙谷
《稷田谷》（韓語：피아골），又译为《稗牙谷》，為1955年韓國戰爭電影，於1955年9月23日上映，片長106分鐘，由李康天執導，白狐電影製作所出品、製作及發行，盧耕姬、李藝春、金振奎、許長江主演，本片是導演李康天的代表作，本片亦是首次在銀幕上正面表現朝鮮游擊隊的先河，影響日後韓國著名導演鄭智泳在1990年拍攝《南部軍》這同一類型電影，由於本片對朝鮮游擊隊員進行正面描寫而違反了當時的反共法，成為韓國首部被禁映的影片，但是經過韓國社會一輪爭議後，又獲得公映。
《稷田谷》被看作是一部典型的人道主義反共電影。儘管同為反共電影，但《稷田谷》中沒有《南部軍》或警察形象的登場，從頭到尾都是對游擊隊員的描寫，這既成為該片的獨特之處，同樣也引起爭議。和過去報紙新聞、紀錄影片中出現的游擊隊員形像不同，該片中的人物具有獨特鮮明的個性，同樣具備人性的種種慾望和情感。政府及輿論導向都以該片過於「現實」地賦予游擊隊員「人性」而給予強烈批判，並以違反反共法為名，禁止該片上映。然而，在當時的社會環境以及政治氣氛下，對觀眾來說，他們無法很好地區分電影和紀錄片中的虛構成分和現實成分，所以，《稷田谷》的上映被看作是十分危險的。
影片拍攝於韓戰結束兩年後。當時智異山附近仍有游擊隊殘存力量，沒有安全保障，整個外景拍攝過程中劇組人員始終提心吊膽，恐怖氣氛濃郁。

## 劇情
韓戰結束後，智異山仍駐紮著朝鮮游擊隊。在韓國國軍的不斷攻擊下，游擊隊的未來一片黑暗，隊員之間也漸漸彼此懷疑起來。愛蘭愛上了充滿人情味的哲秀，隊長卻因想獨佔愛蘭對哲秀充滿了恨意。某天，為了抓住強姦女隊員的犯人，隊員間甚至爆發了彼此殺戮的慘劇，隊伍中更引爆了炸彈。哲秀帶著愛蘭好不容易逃出亂局。這時，哲秀體會到了愛蘭的深情，兩個人相愛了。但是，目睹這一切的隊長妒火中燒，刺死了哲秀。與此同時，愛蘭也舉槍射殺了隊長。
影片結尾所有游擊隊員都死去，愛蘭懷抱著哲秀的屍體一個人孤獨地走出山谷，漫無目的地走向某處。

## 演員陣容
- 盧耕姬 飾 愛　蘭
- 李藝春（朝鲜语：이예춘） 飾 隊　長
- 金振奎（朝鲜语：김진규 (배우)） 飾 哲　秀
- 許長江（朝鲜语：허장강） 飾 萬　壽

## 獎項

### 獲獎
- 第1屆金龍獎（1956年）

- 「最佳導演獎」：李康天

## 外部連結
- 互联网电影数据库（IMDb）上《稷田谷》的资料（英文）
- 韩国电影数据库（KMDb）上《稷田谷》的資料